# Новозеландска препелица
Новозеландска препелица (лат. Coturnix novaezelandiae) је изумрла врста препелице која је била ендем Новог Зеланда.

## Историја
Изумрла је 1875. године. Први ботаничар који ју је описао је Сер Џозеф Бенкс, када је посетио Нови Зеланд на првом путовању Џемс Кука 1769. или 1770. Први примерак прикупили су Жан Рене Констант Кој и Жосеф Пол Гемар 1827. на путовању Жила Димона д'Ирвила. Некад је сматрана конспецифичном врстом са Аустралијском препелицом, па би другој врсти тада име било лат. Coturnix novaezelandiae pectoralis.

## Изглед
Била је дуга 17,5 до 22 центиметра, док је била тешка 200-220 грама. Мерења код два мужјака показала су крила дужине од 118 и 122 милиметра, дужине репа од 45 и 47 милиметара и дужине ногу од 23 милиметра. Код једног женског примерка, распон крила је 119 милиметара, док су код два женска узорка дужине репа 42 и 43 милиметра, а дужине ногу 23 и 28 милиметара. 
Горња површина тела била јој је тамносмеђе боје с смеђкастожутим и кремастим ознакама на леђном перју и горњем делу крила. Прса и стомак били су смеђкасто-жути са снажним тамносмеђим и црним пругама. Подручје око очију код мужјака било је риђе-наранџасте боје, док је код женке то подручје било смеђкасто-жуто.

## Размножавање
Нема баш превише информација о размножавању ове препелице. Ипак, нађена је породица од девет препелица, где је био један одрасли мужјак и једна одрасла женка и седам пилића, тако да је највјеројатније била моногама. Гнезда су се налазила у плитким удубљењима у тлу и била су оивичена травом. Инкубација је трајала око 21 дан. Јаја су била боје коже и смеђе, и имала су тамносмеђе мрље.